# Artemisa Téllez
Artemisa Téllez (Ciudad de México, 24 de agosto de 1979) es una escritora mexicana. Su obra literaria se centra en la exploración del erotismo femenino y la diversidad sexual, lo que la ha llevado a ser considerada una de las más importantes representantes de la literatura lésbica mexicana.
En su faceta como tallerista, ha impartido ciclos de lectura y creación literaria sobre escritoras mexicanas y cuento erótico femenino.

## Carrera literaria
Su primera obra de poesía fue publicada en 2010 y llevó como título Cuerpo de mi soledad. Entre los temas principales de la obra estuvieron el amor y las relaciones eróticas femeninas.
En 2014 publicó con la editorial Voces en Tinta la novela Crema de vainilla, en que cuenta la historia de una muchacha universitaria que conoce a una mujer llamada Lala, por quien se siente atraída y con quien luego empieza una relación. La novela causó controversia tras su publicación por la violencia en la relación de las protagonistas, expresada en los juegos eróticos perversos que practican, aunque académicos como César Cañedo han señalado que la novela puede ser leída como narrativa erótica femenina y que su publicación marcó un momento clave en la narrativa lésbica mexicana.
Su siguiente obra fue la colección de cuentos Fotografías instantáneas, publicada en 2016 y cuya temática principal también trató el amor entre mujeres y el submundo lésbico en la Ciudad de México.
Durante la segunda mitad de la década de 2010 centró su producción literaria principalmente en la poesía. Producto de este período publicó los poemarios Cangrejo (2017), Larga herida (2018), Casa sin fin (2018) y Mujeres de Cromagnon (2020).

## Obras

### Narrativa
- Crema de vainilla (2014), novela
- Fotografías instantáneas (2016), cuentos

### Poesía
- Cuerpo de mi soledad (2010)
- Cangrejo (2017)
- Larga herida (2018)
- Casa sin fin (2018)
- Mujeres de Cromagnon (2020)